# Папірня (Львівський район)
Папі́рня — село в Україні, у Жовківській міській громаді Львівського району Львівської області.

## Історія
Папірня раніше була частиною села Фійна, назву свою отримала через те, що тут була фабрика з виготовлення паперу. На сьогодні у селі Папірня налічується близько 100 мешканців. На території села розташовані пилорама, магазин «Вітерець». Уздовж Папірні в напрямку с. Крехів протіає річка Млинівка.[джерело?]
12 червня 2020 року, відповідно до розпорядження Кабінету Міністрів України № 718-р «Про визначення адміністративних центрів та затвердження територій територіальних громад Львівської області», село увійшло до складу Жовківської міської громади.
19 липня 2020 року, в результаті адміністративно-територіальної реформи та ліквідації Жовківського району, село увійшло до складу новоствореного Львівського району.

## Населення

### Мова
Розподіл населення за рідною мовою за даними перепису 2001 року:
| Мова       | Кількість | Відсоток |
| ---------- | --------- | -------- |
| українська | 85        | 100%     |